# Kapustinskigleichung
Die Kapustinskigleichung dient dazu, die Gitterenergie von Salzen zu bestimmen, die man nicht oder nur schwer experimentell ermitteln kann. Nach Anatoli Kapustinski, der die Gleichung 1956 veröffentlichte, gilt dabei für die Gitterenergie {\displaystyle U_{\mathrm {g} }}:
{\displaystyle U_{\mathrm {g} }=1202{,}5\cdot {\biggl (}{\frac {\nu \cdot z_{\mathrm {k} }\cdot z_{\mathrm {a} }}{r_{\mathrm {k} }+r_{\mathrm {a} }}}{\biggr )}\cdot {\biggl (}1-{\frac {0{,}345}{r_{\mathrm {k} }+r_{\mathrm {a} }}}{\biggr )}\;{\biggl [}{\frac {\text{kJ}}{\text{mol}}}{\biggr ]}}
Dabei sind
- {\displaystyle \nu } die Anzahl der Teilchen pro Formeleinheit
- {\displaystyle z_{\mathrm {a} }} und {\displaystyle z_{\mathrm {k} }} die Ladung des Anions (< 0) bzw. des Kations (> 0)
- {\displaystyle r_{\mathrm {a} }} und {\displaystyle r_{\mathrm {k} }} die Radien des Anions bzw. des Kations in Ångström.

Auch wenn die Gitterenergie mit dieser Formel nicht exakt berechnet werden kann, so gibt sie doch eine gute Näherung, da die Abweichung meist unter 5 % liegt.
Die Kapustinskii-Gleichung lässt sich auch für die Bestimmung der Ionenradien benutzen, sofern die Gitterenergie bekannt ist, was gerade bei komplexen Ionen wie {\displaystyle {\text{SO}}_{4}^{2-}} oder {\displaystyle {\text{PO}}_{4}^{3-}} extrem nützlich ist.